# Sencelles
Sencelles, en catalan et officiellement (Sancellas en castillan), est une commune de l'île de Majorque dans la communauté autonome des Îles Baléares en Espagne. Elle est située au centre de l'île et fait partie de la comarque du Pla de Mallorca.

## Géographie

Localisation de l'île Majorque dans les Îles Baléares.
Localisation de Sencelles dans l'île de Majorque.
Localisation de la comarque du Pla de Mallorca dans l'île de Majorque.

## Histoire
Le territoire de la commune était occupé dès l'Âge du fer comme l'atteste le site archéologique de Binifat.